# Groupe de référence
En sociologie, un groupe de référence d'un individu ou d'un groupe est l'ensemble de personnes auquel cet individu ou ce groupe se compare pour évaluer ses propres caractéristiques ou sa propre position sociale.

## Groupe d'appartenance et groupe de référence

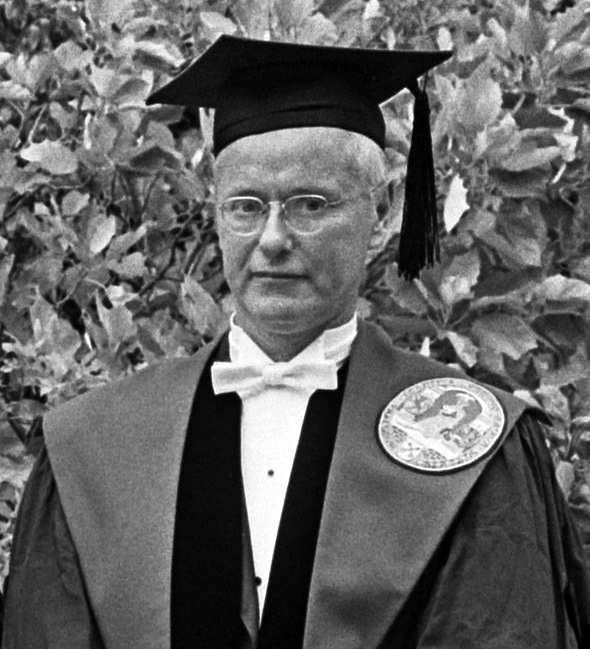
Robert K. Merton (1965)

En sociologie, on doit à Robert Merton d'avoir affiné la notion de groupe de référence. Empruntant à la psychologie sociale (plus précisément à Herbert Hymans) la notion de groupe de référence, Robert Merton montre que le groupe auquel l’individu se réfère pour établir ses conduites peut différer de son groupe d'appartenance,. Cette distinction permet à Merton de développer la notion de « socialisation anticipatrice » et celle de « frustration relative ».

### Socialisation anticipatrice
D'une part, à partir de l'enquête de Samuel Stouffer sur les soldats américains (The American Soldier publié en 1949) Merton montre qu'un individu peut être socialisé en fonction du groupe dont il souhaite appartenir et auquel il n'appartient pas : « Certaines recrues manifestent en effet des valeurs (le goût pour la discipline militaire) qui ne sont pas celles de leur « groupe d’appartenance » (c’est-à-dire du groupe des soldats, où la discipline est vue comme trop stricte et ceux qui la respectent trop à la lettre comme des « fayots ») mais qui sont celles du groupe auquel ils se réfèrent (dit « groupe de référence ») et vers lequel ils désirent s’élever (celui de l’institution et de la hiérarchie militaire). Ce sont d’ailleurs ces soldats-là, socialisés par anticipation, qui ont plus de chances de devenir caporaux : pour Merton le fait d’adopter les valeurs du groupe de référence est un facteur de mobilité sociale vers ce groupe, à condition que le système social ne soit pas trop rigide. ».

### Frustration relative
D'autre part, Merton montre que la frustration relative est le produit d'un décalage entre groupe d'appartenance (la situation actuelle) et groupe de référence (la situation désirée). Toujours à partir de l'enquête sur les soldats américains, Merton montre que « les gens se comparent soit avec des gens qu'ils connaissent et sont dans la même position, soit avec des "autrui" qui sont dans une position similaire à certains égards et différentes à d'autres ». Par exemple, les promotions rapides dans l'armée de l'air s'accompagne d'une insatisfaction des aviateurs, alors que les promotions lentes dans la gendarmerie s'accompagne d'une satisfaction plus grande. La notion de frustration relative résout le paradoxe apparent. Dans le premier cas, il y a un décalage entre les attentes de l'individu (avoir une espérance forte de promotion) et sa situation actuelle (la promotion ne s'est toujours pas réalisée), ce qui produit une frustration. Dans le second cas, il n'y a pas de décalage entre les attentes de l'individu (avoir une espérance faible de promotion) et la situation actuelle (la promotion ne s'est toujours pas réalisée), ce qui ne produit pas de frustration. Ce qui n'est pas sans rappeler ce qu'écrit Émile Durkheim dans Le Suicide publié en 1897: « un vivant quelconque ne peut être heureux et même ne peut vivre que si ses besoins sont suffisamment en rapport avec ses moyens ».